# Seznam senegalskih politikov
Seznam senegalskih politikov.

## A
- Amath Dansokho

## B
- Amadou Ba
- Mame Madior Boye

## D
- Mamadou Dia
- Blaise Diagne
- Mohamed Dionne
- Pape Diop
- Abdou Diouf
- Jacques Diouf

## L
- Mamadou Lamine Loum

## M
- Amadou-Mahtar M'Bow

## N
- Souleymane Ndéné Ndiaye
- Moustapha Niasse

## S
- Macky Sall
- Idrissa Seck
- Léopold Sédar Senghor
- Ousmane Sonko

## T
- Habib Thiam
- Aminata Toure

## W
- Abdoulaye Wade